# Nicholas Edward Brown
Pour les articles homonymes, voir Brown.
Cet article possède un paronyme, voir Nicholas Brown.
Nicholas Edward Brown, né le 11 juillet 1849 à Redhill et mort le 25 novembre 1934 à Kew, est un botaniste britannique.

## Carrière professionnelle
Après ses études à la Reigate Grammar School, N. E. Brown travaille tout d'abord comme Curator (conservateur) du Mr. Wilson Saunder's Museum of Natural History à Reigate. Il intègre ensuite l'équipe de l'Herbarium des Jardins botaniques royaux de Kew en 1873, d'abord comme assistant puis comme chef-assistant-conservateur en 1909. Il effectuera le reste de sa carrière à Kew jusqu'à sa retraite en 1914. Après la fin officielle de son activité, il gardera des contacts étroits avec cette institution et continuera son activité de taxonomiste jusqu'à sa mort en 1934.

## Distinctions

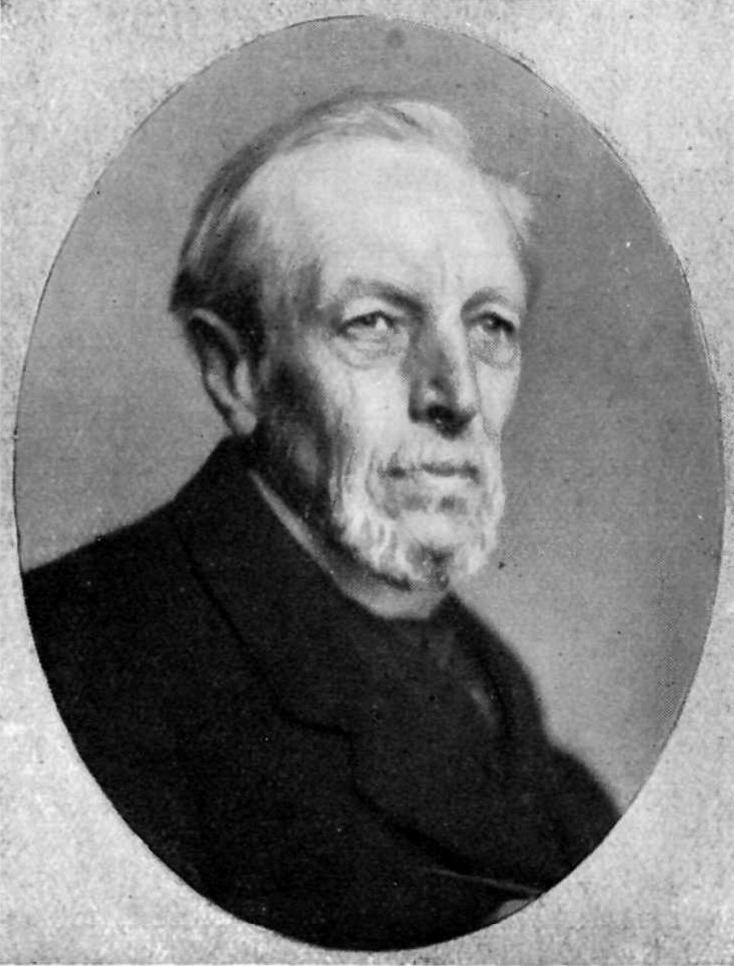
Nicholas Edward Brown vers la fin de sa vie

- 1921 : Captain Scott Memorial Medal, décernée par la South African Botanical Society.
- 1932 : Honorary Degree of Doctor of Science, décerné par l'université de Witwatersrand (Johannesburg).

## Publications
N. E. Brown est l’auteur d’importants travaux de taxinomie végétale notamment sur les plantes succulentes. Il fait paraître en 1901 sa Flora of Tropical Africa. Il s'est essentiellement intéressé à la flore d'Afrique du Sud et, vers la fin de sa vie, tout particulièrement aux Mesembryanthemaceae, dont il publiera un nombre important de nouveaux taxons génériques et spécifiques.